# Привет с того света
«Привет с того света» (азерб. O dünyadan salam) — советский кинофильм режиссёра Тофика Тагизаде, трагикомедия с элементами драмы 1991 года производства киностудии TMT, являющаяся экранизацией пьесы Джалила Мамедкулизаде «Мертвецы», написанной в 1909 году. Фильм «Привет с того света» является одной из последних картин, снятых Тофиком Тагизаде.

## Синопсис
Фильм раскрывает и критикует такие качества, как невежество, спонтанный фанатизм и мошенничество — и, в целом, рассказывает о нездоровой атмосфере начала XX века.
На переднем плане в фильме выступает простота людей, поверивших словам Шейха Насруллы (играет Мелик Дадашев), который пообещал, что оживит умерших. И хотя поначалу каждый желает, чтобы его близкие ожили, те проблемы, которые последуют после этого, выявляет отрицательные качества в людях, показанных до этого безгрешными.
Фильм раскрывает общечеловеческие проблемы, призывает людей быть бдительными и отличать правду от лжи, а добро от зла.

## История создания
Ещё в 1970 году монолог Искендера из пьесы можно было услышать в другом фильме Тофика Тагизаде «Семеро сыновей моих». Через несколько лет Тагизаде начал задумываться об экранизации «Мертвецов». Попытки снять фильм были в 80-х, но все сценарии были отвергнуты режиссёром. Наконец, в эпоху перестройки благодаря спонсорской поддержке общества «Забота», председателем которой был Имам Мустафаев, экранизация «Мертвецов» увидела свет.
Фильм снимался в Шеки. Сцена в доме Гаджи Гасана Аги снималась во Дворце шекинских ханов, а сцена прочтения письма от Кабла Фатуллы — перед бассейном во дворе дворца. Последние же кадры фильма были сняты в шекинском караван-сарае.
На роль Искендера режиссёр Тагизаде пригласил турецкого актёра Йылмаза Дуру. Это было сделано по той причине, чтобы демонстрировать фильм и в Турции. Помимо Дуру на роль Искендера пробовались такие актёры, как Микаил Мирза и Тофик Гараев. Разногласия выявились между режиссёром и видным в то время актёром Меликом Дадашевым, который сыграл Шейха Насруллу. Актёр хотел играть образ Шейха по своему, а не так, как того, хотел режиссёр фильма. Дело доходило даже до того, что режиссёр хотел остановить съёмки, отстранив Дадашева от фильма. Также Дадашев требовал, чтобы в некоторых кадрах с его участием никого не было и они снимались крупным планом.
Одной же из самых сложных сцен была сцена на кладбище, которую снимали зимой. Так, игравший Искендера Дуру не мог переносить суровый шекинский климат и попросил у режиссёра отдыха, что вызвало протест у актёра Мелика Дадашова. Подобное поведение Дадашова рассердило Тофика Тагизаде из-за чего тот даже отстранил актёра от съёмок, заявив, что снимет в роли Шейха Насруллы Владимира Этуша. В итоге съёмки фильма были приостановлены и 38 человек из съёмочной группы вернулись в Баку в ожидании разрешения конфликта. Тем не менее, через некоторое время картина была завершена.

## Создатели фильма

### В ролях
| Актёр                | Роль            |
| -------------------- | --------------- |
| Мелик Дадашов        | Шейх Насрулла   |
| Лейла Бадирбейли     | Карбалаи Фатима |
| Сиявуш Аслан         | Гаджи Хасан Ага |
| Йылмаз Дуру          | Кейфли Искандер |
| Марахим Фарзалибеков | Шейх Ахмед      |
| Яшар Нури            | Мешади Оруч     |
| Мирза Бабаев         | Гаджи Карим     |
| Мамед Бурджалиев     | Гаджи Бахшалы   |
| Гамар Мамедова       | Зейнаб          |
| Рауф Шахсуваров      | Али             |
| Назир Алиев          | Кербалаи Вели   |
| Алим Мамедов         | Али бек         |
| Тофиг Гусейнов       | Гейдар ага      |
| Ариф Гулиев          | Гаджи Казим     |
| Сабина Шарифова      | Назлы           |
| Латифа Алиева        | мать            |
| Гамлет Гурбанов      | Мирбахир ага    |
| Физули Гусейнов      | мастер Джалил   |
| Вугар Аббасов        | Джалал          |
| Г. Абдуллаев         | Эпизод          |
| Тофик Таги-Заде      | Эпизод          |
| Тельман Алиев        | Эпизод          |
| И. Хашимов           | Эпизод          |
| Новруз Хашимов       | Эпизод          |
| А. Юсифов            | Эпизод          |
| Хикмет Набиев        | Эпизод          |
| В. Аллахвердиев      | Эпизод          |
| А. Лалаев            | Эпизод          |
| А. Лалаев            | Эпизод          |
| А. Абдуллаев         | Эпизод          |
| Ибрахим Алиев        | Эпизод          |
| Айдын Алибалаев      | Эпизод          |
| Д. Новрузалиев       | Эпизод          |
| И. Асадов            | Эпизод          |
| Сулейман Ахмедов     | Эпизод          |
| С. Ахмедова          | Эпизод          |
| О. Ахмедов           | Эпизод          |
| Зилли Намазов        | Эпизод          |
| Идрис Рустамов       | Эпизод          |
| Бахтияр Каримов      | Эпизод          |
| Р. Рустамов          | Эпизод          |

### Административная группа
оригинальный текст: Джалил Мамедкулизаде
автор сценария и режиссёр-постановщик: Тофик Таги-Заде
оператор-постановщик: Алекпер Мурадов
художники-постановщики: Ариф Магаррамов, Азиз Мамедов
художник-костюмер: Тамила Дагестанлы
композитор: Хайам Мирзазаде
звукооператор: Марат Искандеров
режиссёры: Акиф Рустамов, А. Алиев
монтажёр: Гюльшан Салимова
операторы: Н. Закиев, Рамиз Каримов
второй оператор: А. Пастухов
второй художник: Михаил Полунин
художник-гримёр: Чингиз Пашаев
директор фильма: Талят Рахманов

## Награды и премии
Фильм был номинирован на 1-й Международный кинофестиваль Серебряный полумесяц в Ашхабаде в 1993 году и был удостоен награды и диплома.

## Анализ и критика
По словам киноведа Айдына Дадашова, комедийный жанр фильма отчётливо выявляется в сцене удивления Пьяного Искендара и других персонажей вести об оживлении Каблы Фатуллы. Проклинание же тех, кто не верил письму Фатуллы, показывает, согласно Дадашову, силу духовенства. Отказ Шейха Насруллы в присутствии танцующих среди надгробий мужчин оживить покойного добавляет ситуации ещё больше комизма. Просветительский текст же воплощается путем высказывания Искендером его мыслей. Сцена прибытия Шейха Насруллы вместе с Шейхом Ахмедом в город в окружении людей и верхом на ослах повторяет написанный Джафаром Джаббарлы сценарий к фильму по мотивам пьесы, тем самым усиливая, как отмечает Дадашов, визуальность картины.
И хотя сцена с последователями Шейха Насруллы в городе после протеста Искендера обвинениям и отстаёт в плане монтажа, сам образ Шейха Насруллы, по словам Айдына Дадашова, запоминается использованием пластики и ораторского искусства в своей проповеди, а также актёрским мастерством, когда Шейх Насрулла входит из личины в личину при встрече с пытающимся обличить его Искендером.
Сцена же «беседы» Искендера с мертвецами, в которой тот с бутылкой спиртного в руках подобно Гамлету произносит «Пить, или не пить, вот в чём вопрос!», нарушает, согласно Дадашеву условности реализма.